# Tarwin Lower
Tarwin Lower är en ort i Australien. Den ligger i kommunen South Gippsland och delstaten Victoria, omkring 130 kilometer sydost om delstatshuvudstaden Melbourne. Antalet invånare är 114.
Runt Tarwin Lower är det glesbefolkat, med 9 invånare per kvadratkilometer.. Det finns inga andra samhällen i närheten.
Genomsnittlig årsnederbörd är 1 310 millimeter. Den regnigaste månaden är juni, med i genomsnitt 166 mm nederbörd, och den torraste är januari, med 55 mm nederbörd.